# Les Ginesteries
Les Ginesteries és una masia situada al municipi de Brunyola i Sant Martí Sapresa, a la comarca catalana de la Selva.